# 三田高三郎
三田 高三郎（みた たかさぶろう、1899年（明治32年）1月22日 - 没年不詳）は日本の法曹、法学者。元東京地裁判事、元愛知大学・東洋大学・法政大学教授、専門は民事法・フランス法。

## 略歴
1899年（明治32年）1月22日、群馬県に生まれる。1927年（昭和2年）に司法試験に合格、1928年（昭和3年）に法政大学法文学部法律学科を卒業する。司法官試補を経て、1929年（昭和4年）に判事に任官し、浦和、熊谷、横浜の各裁判所を経て、1936年（昭和11年）に東京民事地裁判事に就任する。また、法政大学法学部でフランス法の講師を務める。1943年（昭和18年）にシンガポール高等法院付陸軍司政官、1945年（昭和20年）にハノイ控訴院検事長を務める。終戦後、1946年（昭和21年）に帰還、東京地裁判事に復官し、1947年（昭和22年）に退官する。退官後、法政大学、東洋大学などで教授を務め、1963年（昭和38年）にフランス留学へて、愛知大学教授に就任し、1982年（昭和57年）に退職する。 

## 著書
- 『人事訴訟手続法要論』（帝国判例法規出版社、1940）
- 『人事訴訟手続法解説』（帝国判例法規出版社、1952）
- 『婚姻事件訴訟の研究』（帝国判例法規出版社、1955）
- 『民事訴訟法概説』（帝国判例法規出版社、1956）
- 『フランス民法概説』（法政協会、1958）
- 『法学概論』（帝国判例法規出版社、1971）
- 『回顧八十年-一法律学徒の人生記録』（テイハン、1979）
- 『私の八十三年の人生の旅』（テイハン、1981）
- 『回顧と画稿』（テイハン、1982）